# 제4호위대군
제4호위대군(일본어: 第4護衛隊群 다이욘고에이타이군[*], 영어: JMSDF Escort Flotilla 4)은  구레시 구레 기지에 있는 해상자위대 호위함대 예하 호위대군이다. 해장보가 지휘한다.

## 역사
1971년 2월 1일, 호위함대 제4호위대군으로 창설되었다. 기함에 JS 데루즈키 (DD-162), 제9호위대에 JS 아야나미 (DD-103)와 JS 우라나미 (DD-105), 제11호위대에 JS 다카나미 (DD-110), JS 오나미 (DD-111), JS 마키나미 (DD-112)가 배정되었다. 연말인 12월 16일에 제11호위대는 제3호위대군으로 전속하였다.
1973년 8월 31일, JS 도치키 (DE-218)과 JS 지토세 (DE-220)으로 편성된 제35호위대가 창설되었다.
1982년 3월 23일, 제2호위대군 예하 제23호위대(JS 아오구모 (DD-119), JS 아키구모 (DD-120), JS 유구모 (DD-121))가 제4호위대군으로, 제35호위대가 오미나토 지방대로 전속하였다.
1983년 3월 30일, 제2호위대군 예하 제1호위대(JS 다카쓰키 (DD-164), JS 기쿠즈키 (DD-165))가 제4호위대군으로 전속하고, 제9호위대가 폐지되었다.
1984년 3월 30일, 기함 JS 데루즈키 (DD-162)가 제3호위대군 기함으로, 제1호위대군의 JS 히에이 (DDH-142)가 지정되었다.
1989년 3월 17일, 제1호위대군 제43호위대(JS 이소유키 (DD-127) JS 하루유키 (DD-128))가 전속되었다.
1990년 1월 31일, 제41호위대(JS 하쓰유키 (DD-122), JS 시라유키 (DD-123))가 제1호위대군에서 제4호위대군으로, 제23호위대는 오미나토 지방대로 전속하였다.
1995년 3월 2일, 군사령부와 기함 히에이 및 제43호위대가 구레 기지로 옮겨가고, 3월 16일에 JS 다치카제 (DDG-168)과 JS 아사카제 (DDG-169)로 제64호위대가 새로 편성되고, 제1호위대가 폐지되었다.
1997년 3월 24일, 대번호 개정에 따라 호위대의 번호가 43에서 4로, 제1호위대군의 제48호위대는 8로 바뀌고 제4호위대군으로, 제41호위대는 요코스카 지방대로 전속하였다.
2008년 3월 26일, 체제이행에 따라 호위대군은 2개 호위대를 편성하도록 개편되었다. 직할함 제도와 제64호위대가 폐지되었다.
2009년 3월 14일, 해상경비행동 발령에 따라 소말리아해의 해적에 대처하기 위한, 소말리아해와 아덴만에서 활동하는 제1차 파견 해적대처 행동수상부대(DSPE)가 제8호위대의 사미다레와 사자나미로 편성되어, 소말리아에 배치되었다가 6개월 간의 활동을 마치고 8월 16일에 귀국하였다.
10월 13일, 6월에 오미나토 기지의 JS 하마기리 (DD-155)와 제2호위대군 제6호위대 JS 다카나미 (DD-110)으로 편성된 제3차 파견 해적대처 행동수상부대가 소말리아에 배치되었다.
2011년 3월 16일, 취역한 JS 이세 (DDH-182)가 제4호위대로 전속하고, 히에이는 퇴역함에 따라 현역에서 재적되었다.
2014년 10월 24일, 제1호위대군의 JS 시마카제 (DDG-172), 제2호위대군의 JS 초카이 (DDG-176)가 제8호위대로, 그리고 JS 키리시마 (DDG-174)가 제2호위대군로 전속하였다. 제8호위대 사령부가 구레에서 사세보로 이사하였다.
2017년 3월 22일, 취역한 JS 카가 (DDH-184)가 제4호위대로 전속하고, 이세가 제2호위대로 전속하였다.

## 편성
제4호위대군은 항공모함 1척, 이지스함 2척, 구축함 5척으로 구성돼 있다.
| - 제4호위대 - 구레 기지 - JS 이나즈마 (DD-105) - JS 사미다레 (DD-106) - JS 사자나미 (DD-107) - JS 카가 (DDH-184) - 제8호위대 - 사세보 기지 - JS 키리사메 (DD-104) - JS 스즈츠키 (DD-117) - JS 시마카제 (DDG-172) - JS 초카이 (DDG-176) | 2008년 3월 25일, 체제이행 이전 - 직할함/기함 - JS 히에이 (DDH-142) - 제4호위대 - JS 이나즈마 (DD-105) - JS 사미다레 (DD-106) - JS 아케보노 (DD-108) - 제8호위대 - 구레 기지 - JS 사자나미 (DD-107) - JS 우미기리 (DD-158) - 제64호위대 - 사세보 기지 - JS 초카이 (DDG-176) - JS 아시가라 (DDG-178) |

## 기록

### 기지
- (불명), 1971년 2월 1일 ~ 1995년 3월 1일
- 구레 기지, 1995년 3월 2일 ~ 현재

### 기함
- JS 데루즈키 (DD162), 1971년 2월 1일 ~ 1984년 3월 30일
- JS 히에이 (DDH-142), 1984년 3월 30일 ~ 2008년 3월 25일

### 배정된 부대
- 제1호위대, 1983년 3월 30일 ~ 1995년 3월 16일
- 제4호위대, 1997년 3월 24일 ~ 현재
- 제8호위대, 1997년 3월 24일 ~ 현재
- 제9호위대, 1971년 2월 1일 ~ 1983년 3월 30일
- 제11호위대, 1971년 2월 1일 ~ 12월 16일
- 제23호위대, 1989년 3월 17일 ~ 1990년 1월 31일
- 제35호위대, 1973년 8월 31일 ~ 1982년 3월 23일
- 제41호위대, 1990년 1월 31일 ~ 1997년 3월 24일
- 제43호위대, 1989년 3월 17일 ~ 1997년 3월 24일
- 제64호위대, 1982년 3월 23일 ~ 2008년 3월 26일